# Mansfield
 For alternative betydninger, se Mansfield (flertydig). (Se også artikler, som begynder med Mansfield)
Mansfield er en by i Mansfield-distriktet, Nottinghamshire, England, med et indbyggertal (pr. 2015) på 79.921. Distriktet har et befolkningstal på 107.435 (pr. 2015). Byen ligger 197 km fra London. Den nævnes i Domesday Book fra 1086, hvor den kaldes Mamesfeld/Memmesfed.